# كولن كيرولان
كولن كيرولان (باليابانية: キローラン 木鈴) (7 أبريل 1992 في شينجوكو في اليابان – )؛ هو لاعب كرة قدم ياباني سابق كان يلعب كمدافع.

## وصلات خارجية
- كولن كيرولان على موقع رابطة كرة القدم اليابانية للمحترفين (اليابانية)
- كولن كيرولان على موقع قاعدة بيانات كرة القدم.إي يو (الإنجليزية)
- كولن كيرولان على موقع Soccerway.com (الإنجليزية)
- كولن كيرولان على موقع عالم كرة القدم.نت (الإنجليزية)